# Ханино (станция)
Ханино — станция Московской железной дороги в Тульской области, Суворовский район, деревня Новое Ханино.

Станция располагается на линии Тула — Сухиничи, ответвляющейся от станции Плеханово на линии Узловая — Тула — Калуга.

Неэлектрифицированная однопутная линия на дистанции Сухиничи — Тула.
В марте 2010 года прекращено движение пригородных поездов в сторону Тулы.

Возобновлено[когда?]

.